# Ioannina nemzeti repülőtér
Az Ioannina nemzeti repülőtér (IATA: IOA, ICAO: LGIO) Görögország egyik nemzetközi repülőtere, amely Joánina közelében található. Éves utasforgalma 73 665 fő (2022).
Nevét I. Pürrhosz épeiroszi királyról kapta, aki Épeirosz és rövid ideig Makedónia királya volt.

## Futópályák
A repülőtér futópályái:
- 14/32

## Forgalom
Az utasforgalom az elmúlt években az alábbi módon változott:
| Utasok száma | 80 062 | 108 793 | 175 851 | 135 608 | 126 239 | 120 024 | 64 489 | 97 122 | 133 375 | 73 665 |
|              | 1994   | 1997    | 2000    | 2003    | 2006    | 2010    | 2013   | 2016   | 2019    | 2022   |

## Légitársaságok és úticélok
2025-ben a Ioannina nemzeti repülőtérről az alábbi járatok indulnak (Utoljára frissítve: 2025-02-9):
| Légitársaság          | Célállomások                                            |
| --------------------- | ------------------------------------------------------- |
| Aegean Airlines       | Athens                                                  |
| Atlantic Airways      | Szezonális charter: Billund                             |
| Scandinavian Airlines | Szezonális charter: Gothenburg, Stockholm-Arlanda, Oslo |